# Голубівка (Бердичівський район)
Голубі́вка — село в Україні, у Ружинській селищній територіальній громаді Бердичівського району Житомирської області. Чисельність населення становить 822 особи (2001). У 1923—2020 роках — адміністративний центр колишньої однойменної сільської ради.

## Загальна інформація
Розташоване за 9 км південно-західніше Ружина та за 4 км від найближчої залізничної станції Зарудинці, на правому березі річки Роставиці.

## Населення
За довідником 1885 року в селі мешкало 802 особи, налічувалося 140 дворових господарств. Наприкінці 19 століття в селі проживало 1 263 мешканці, з них 627 чоловіків та 626 жінок, дворів — 218, або 1 284 мешканці та 184 двори.
Відповідно до перепису населення СРСР 17 грудня 1926 року, чисельність населення становила 1 667 осіб, з них 777 чоловіків та 890 жінок; за національністю: українців — 1 660, росіян — 3, поляків — 3, інші — 1. Кількість господарств — 377, з них несільського типу — 1.
На початок 1970-х років село мало 457 дворів із населенням 1 392 особи.
Відповідно до результатів перепису населення СРСР, кількість населення станом на 12 січня 1989 року становила 967 осіб. Станом на 5 грудня 2001 року, відповідно до перепису населення України, кількість мешканців села становила 822 особи.

## Історія
На околиці села виявлено могильник та залишки поселення черняхівської культури. Відоме з 1605 року. Дата заснування невідома.
У 1730 році належала велюнському чесникові Владиславові Глуховському. У 1741 році було тут 50 дворів. Згадується у люстрації Київського воєводства 1754 року як село на Білилівщині, подимне вносили від 80 дворів. У 1757 році селом володів Ян Клеменс Браницький, донька якого, Марія Радзивілова, подарувала Голубівку разом і іншими селами своєму хрещеникові, Йоанові Потоцькому. У 1816 році Потоцький продав село хорунжому Людвикові Мазаракі, після смерті якого у 1827 році Голубівка із Зарудинцями перейшли у власність його сина Віцента, що був катоцицького визнання і мав трьох синів.
В середині 19 століття — село Бердичівського повіту Київської губернії. Розміщувалося на рівнині, недалеко від річки Роставиці, між Дерганівкою та Ружином, за 5 верст від кожного поселення. З півночі та сходу до села примикав ліс, що простягався на багато верст. Разом із сільцем Зарудинці, яке лежало за 2 версти, налічувалося 1 100 (1 153) православних, 300 (319) римокатоликів (раніше однодвірців та 8 євреїв. Землі в селі — 2 164 десятини першокласного чорнозему. Власність нащадків Людвика Мазаракі. На полях в напрямку Дерганівки були дві великі недосліджені могили. Неподалік від них було селище та цвинтар, де часто знаходили в землі шматки залізних знарядь та черепки фаянсових речей. За розповідями мешканців, в дуже давні часи тут жили татари. В селі була дерев'яна церква, збудована 1741 року, на місці старої, 1725 року будови, яка була збудована замість ще древнішої. При церкві було 44 десятини землі.
За довідником 1885 року — колишнє поміщицьке село Огіївської волості Бердичівського повіту Київської губернії. Були православна парафія, три заїзди, винокурня.
Наприкінці 19 століття — село Білилівської волості Бердичівського повіту Київської губернії. Відстань до повітового центру м. Бердичів — 48 верст, до центру волості містечка Білилівка, де розміщувалася також найближча поштова земська станція — 8 верст, до найближчої залізничної станції Зарудинці, де знаходилася також найближча телеграфна станція — 4,5 версти, до найближчої поштової казенної станції у Козятині — 23 версти. Основним заняттям мешканців було хліборобство, крім того деякі селяни підробляли на залізниці. В селі числилося 2 241 десятина землі, з них поміщикам належало 1 420 десятин, 72 десятини церкві та 749 десятин — селянам. Село належало поміщикові Тадеєві Мазаракі. Господарював у маєтку Іван Моравський. Поміщицькі та селянські землі обробляли за трипільною сівозміною. В селі були православна церква, церковно-парафіяльна школа, 2 водяні млини, 2 кузні, цегельна. Пожежна команда складалася з 2 бочок та 2 багрів. При селі були ферма та корчма, загалом 2 двори та 17 мешканців.
У 1923 році включена до складу новоствореної Голубівської сільської ради, яка 7 березня 1923 року увійшла до складу новоутвореного Білилівського району Бердичівської округи; адміністративний центр ради. 27 березня 1925 року, в складі сільської ради, передане до Ружинського району Бердичівської окргуги. Відстань до районного центру міст. Ружин — 6 верст, до окружного центру в Бердичеві — 50 верст, до найближчої залізничної станції Зарудинці — 3 версти.
На фронтах Другої світової війни воювало 267 селян, 117 з них нагороджені орденами й медалями, 118 загинули. У 1965 році на їх честь встановлено пам'ятник в центрі села.
В радянські часи в селі розміщувалася центральна садиба колгоспу, який обробляв 1 776 га земель, в тому числі 1 638 га — рілля. Господарство вирощувало зернові й технічні культури, розвивало тваринництво, зокрема птахівництво. У 1958 році збудовано колгоспну цегельню. 47 колгоспників нагороджено орденами й медалями СРСР. У селі були середня школа, будинок культури, бібліотека, медичний пункт, дитячі ясла, поштове відділення, магазин.
30 грудня 1962 року, в складі сільської ради, передане до Попільнянського району Житомирської області, 4 січня 1965 року повернуте до складу відновленого Ружинського району.
12 червня 2020 року, відповідно до розпорядження Кабінету Міністрів України № 711-р «Про визначення адміністративних центрів та затвердження територій територіальних громад Житомирської області», територію та населені пункти Голубівської сільської ради Ружинського району включено до складу Ружинської селищної територіальної громади Бердичівського району Житомирської області.